# The Beatles' Ballads
The Beatles' Ballads (en español: ‘Las baladas de los Beatles’) es un álbum recopilatorio que contiene las canciones de las mejores baladas de 1962 a 1970 de la banda de rock The Beatles, lanzado el 14 de octubre de 1980 por Capitol Records en México. El álbum no fue lanzado en los Estados Unidos, pero si lo fue el Reino Unido, Canadá y Australia. En este último caso, el álbum fue un éxito enorme, durando hasta 7 semanas en el # 1. 
El arte de la portada es de John Patrick Byrne que había sido elegido para crear en 1968 una posible portada para lo que se convertiría en The Beatles (también conocido como el "White Album"). Su estilo y el concepto parece apoyar el título original que sería A Doll's House.

## Lista de canciones
Todas las canciones escritas por Lennon/McCartney excepto donde se indique.
Lado A
1. "Yesterday"
2. "Norwegian Wood (This Bird Has Flown)"
3. "Do You Want to Know a Secret?"
4. "For No One"
5. "Michelle"
6. "Nowhere Man"
7. "You've Got to Hide Your Love Away"
8. "Across the Universe"  (versión "Wildlife" del álbum No One's Gonna Change Our World)
9. "All My Loving"
10. "Hey Jude"

Lado B
1. "Something" (Harrison)
2. "The Fool on the Hill"
3. "Till There Was You" (Willson)
4. "The Long and Winding Road"
5. "Here Comes the Sun" (Harrison)
6. "Blackbird"
7. "And I Love Her"
8. "She's Leaving Home"
9. "Here, There and Everywhere"
10. "Let It Be"